# JC Losada
Juan Cristóbal Losada (Caracas, 28 de febrero de 1975), más conocido en el ámbito artístico como JC Losada o «Mr. Sonic», es un productor discográfico, ingeniero de sonido, compositor y músico venezolano, ganador de un Grammy y de dos Grammy Latinos. Por su trabajo con artistas como Shakira, Luis Enrique, Santana, Ricky Martin, Chayanne y Jon Secada, ha logrado más de diez certificaciones de oro y platino otorgadas por la RIAA. También se desempeña como docente de producción musical en la Steinhardt School de la Universidad de Nueva York.

## Biografía

### Primeros años y década de 2000
Losada nació en Caracas el 28 de febrero de 1975. Radicado en la ciudad de Miami, en 2003 fundó el estudio de grabación Sonic Projects Inc., que funciona también como sello discográfico independiente. En asociación con Sony Music US Latin, Sonic Projects ha apoyado a artistas latinos emergentes en sus primeros proyectos de grabación.
Losada ganó su primer Grammy Latino en 2003 como ingeniero de sonido en el álbum Sobrevivir, de Olga Tañón, en la categoría de mejor álbum de pop vocal femenino. Tres años después logró una nominación en el mismo evento, en este caso por su participación en el disco Cautivo de Chayanne, en la categoría de álbum del año.
Mientras desarrollaba en paralelo una carrera como compositor, en 2009 se asoció con la editorial musical Peermusic para crear la compañía SonicProjects Music Publishing; esta colaboración se expandió en 2017 al Carnegie Hall Tower con la creación del estudio de grabación The Sonic Room.

### Década de 2010: primer Grammy y labor como docente
En 2010, Losada ganó su primer Premio Grammy por su trabajo como ingeniero de sonido en el álbum Ciclos de Luis Enrique, en la categoría de mejor álbum latino tropical. Dos años después logró una nominación en dichos premios como productor ejecutivo y compositor en Homenaje a los rumberos, del artista de salsa, Edwin Bonilla.
Durante los años restantes de la década logró varias nominaciones en los Grammy Latinos al participar en producciones discográficas de Natalia Jiménez, Daiquirí y Guaco, hasta alzarse con el galardón en 2017 en la categoría de mejor álbum tropical tradicional por su trabajo en mezcla en el disco To Beny Moré with Love, de Jon Secada.
Ese mismo año se convirtió en profesor adjunto de tecnología musical y fundamentos musicales en la Steinhardt School of Culture, Education, and Human Development de la Universidad de Nueva York. En 2019 se vinculó como docente del programa Village Records en la misma institución, en la que enseña el funcionamiento de un sello discográfico independiente.

### Década de 2020: actualidad
En junio de 2021 fue nombrado Board Governor del capítulo de Nueva York para The Recording Academy. Ya había ocupado el cargo entre junio de 2018 y julio de 2020. De igual manera, ha realizado mentorías en programas y eventos como GrammyU Internship, NYC MLK Service Day, SXSW y Women in the Studio, este último en colaboración con el Consulado General de Canadá en la ciudad de Nueva York.

## Discografía seleccionada
| Año  | Artista               | Álbum                                     | Rol                                                |
| ---- | --------------------- | ----------------------------------------- | -------------------------------------------------- |
| 2002 | David Bisbal          | Corazón latino                            | Ingeniero                                          |
| 2002 | Santana               | Shaman                                    | Ingeniero, percusionista                           |
| 2002 | Olga Tañón            | Sobrevivir                                | Ingeniero                                          |
| 2002 | Natalia Oreiro        | Turmalina                                 | Ingeniero                                          |
| 2002 | Gilberto Santa Rosa   | Viceversa                                 | Ingeniero                                          |
| 2003 | Rocío Dúrcal          | Caramelito                                | Ingeniero                                          |
| 2004 | Angélica María        | Amor del bueno: Tributo a Joan Sebastián  | Ingeniero                                          |
| 2004 | René Lorente          | Concepto en flauta                        | Mezcla, percusionista                              |
| 2005 | Chayanne              | Cautivo                                   | Ingeniero                                          |
| 2005 | Soraya Arnelas        | Corazón de fuego                          | Ingeniero                                          |
| 2005 | Edwin Bonilla         | Pa' la calle                              | Ingeniero, mezcla                                  |
| 2006 | Armando Manzanero     | Canciones de amor                         | Remasterización                                    |
| 2007 | Lucero                | 10 de colección                           | Remasterización                                    |
| 2007 | Jeanette              | 10 de colección                           | Remasterización                                    |
| 2007 | Tito Nieves           | Canciones clásicas de Marco Antonio Solis | Ingeniero                                          |
| 2007 | José José             | Mis duetos                                | Ingeniero, mezcla, remasterización                 |
| 2007 | Ednita Nazario        | Real                                      | Ingeniero                                          |
| 2008 | Fanny Lu              | Dos                                       | Ingeniero                                          |
| 2009 | Luis Enrique          | Ciclos                                    | Ingeniero                                          |
| 2010 | Edwin Bonilla         | Homenaje a los rumberos                   | Productor ejecutivo, corista, compositor           |
| 2010 | Plácido Domingo       | Canciones de navidad                      | Productor, mezcla, productor ejecutivo, compositor |
| 2011 | R.K.M. & Ken-Y        | Forever                                   | Ingeniero                                          |
| 2015 | Guaco                 | Presente continuo                         | Compositor                                         |
| 2015 | Tony Dize             | La melodía de la calle: 3rd Season        | Compositor                                         |
| 2017 | Los Amigos Invisibles | El Paradise                               | Corista, grabación                                 |
| 2017 | Jon Secada            | To Beny Moré with Love                    | Mezcla                                             |
| 2017 | Christian Pagán       | ¿Quién lo diría?                          | Compositor                                         |
| 2017 | Ednita Nazario        | Una vida                                  | Compositor                                         |
| 2019 | Don Omar              | The Last Album                            | Compositor                                         |
| 2021 | José Serebrier        | Last Tango Before Sunrise                 | Ingeniero                                          |
| 2022 | José Feliciano        | Love & Christmas                          | Compositor                                         |

Fuente:

## Premios y reconocimientos

### Premios Grammy
| Año  | Categoría                   | Obra nominada                            | Resultado | Ref.  |
| ---- | --------------------------- | ---------------------------------------- | --------- | ----- |
| 2010 | Mejor álbum latino tropical | Ciclos de Luis Enrique                   | Ganador   | [ 6 ] |
| 2012 | Mejor álbum latino tropical | Homenaje a los rumberos de Edwin Bonilla | Nominado  | [ 7 ] |

### Premios Grammy Latinos
| Año  | Categoría                                   | Obra nominada                            | Resultado | Ref.   |
| ---- | ------------------------------------------- | ---------------------------------------- | --------- | ------ |
| 2003 | Mejor álbum de pop vocal femenino           | Sobrevivir de Olga Tañón                 | Ganador   | [ 3 ]  |
| 2006 | Álbum del año                               | Cautivo de Chayanne                      | Nominado  | [ 4 ]  |
| 2011 | Mejor ingeniería de grabación para un álbum | Homenaje a los rumberos de Edwin Bonilla | Nominado  | [ 10 ] |
| 2011 | Mejor álbum de salsa                        | Homenaje a los rumberos de Edwin Bonilla | Nominado  | [ 10 ] |
| 2015 | Álbum del año                               | Creo en mí de Natalia Jiménez            | Nominado  | [ 11 ] |
| 2015 | Mejor álbum tropical fusión                 | Esa morena de Daiquirí                   | Nominado  | [ 11 ] |
| 2015 | Mejor álbum tropical contemporáneo          | Presente continuo de Guaco               | Nominado  | [ 11 ] |
| 2017 | Mejor álbum tropical tradicional            | To Beny Moré with Love de Jon Secada     | Ganador   | [ 8 ]  |